# Susanne Windelen
Susanne Windelen (* 1959 in Warendorf) ist eine deutsche Bildhauerin und Professorin.

## Leben und Werk
Susanne Windelen studierte von 1979 bis 1987 an der Kunstakademie Münster bei Ludmilla von Arseniew und Ulrich Erben, bei dem sie 1989 Meisterschülerin wurde. Windelen hatte Lehraufträge und Gastprofessuren an der Fachhochschule Dortmund, der Justus-Liebig-Universität Gießen, der Europäischen Kunstakademie Trier und an der Universität Southampton. Seit 2001 ist sie Professorin für Bildhauerei an der Staatlichen Akademie der Bildenden Künste Stuttgart.

## Einzelausstellungen (Auswahl)
- 1989: Villa Merkel, Städtische Galerie Esslingen
- 1990: Museum Ostwall, Dortmund
- 1991: Kunstmuseum Ravensburg
- 1993: Lehmbruck-Museum, Duisburg
- 1996: Ruine der Künste, Berlin
- 1997: (mit Jochen Fischer & Jo Schöpfer), Städtische Galerie Sindelfingen
- 2002: -arbeiten-, Städtische Galerie, Bitterfeld
- 2003: Unter Oberlichtern, Museum Liner, Appenzell, Schweiz
- 2004: Galerie Hafemann, Wiesbaden
- 2006: Anatomie des Alltags, Minoritenkloster,  Graz, Österreich
- 2008: Caprichos (mit Jochen Fischer), Centro Municipal de Exposiciones Montevideo, Uruguay
- 2009: Capriccios (mit Jochen Fischer), Bellevue Saal, Wiesbaden

## Auszeichnungen (Auswahl)
- 1988: Förderpreis des Landschaftsverbandes Westfalen/Lippe, Westfälisches Museumsamt Münster
- 1989: Barkenhoffstipendium, Worpswede
- 1990: Wilhelm-Lehmbruck-Stipendium, Duisburg
- 1991: TRANSFER, Sekretariat für gemeinsame Kulturarbeit, Wuppertal
- 1997: Schloss Balmoral Stipendium, Bad Ems